# Моймировичі
Моймировичі (Чес. і Слов.: Mojmírovci) — сучасна назва династії, яка правила в Моравському князівстві, Великій Моравії та Нітранському князівстві в IX—X століттях.
Першим відомим представником династії був Моймир I, від якого вона і отримала свою назву. Останні відомі представники династії ймовірно, загинули в 906 році, під час одного з вторгнень угорських військ. Інформація про представників династії до Мойміра I або після 906 року відсутня.
Відомі представники:
- Моймир I, князь Моравії (830? — 833), князь Великої Моравії (833—846)
- Ростислав, князь Нітранського князівства (? — 846), князь Великої Моравії (846—870; з 867 фактично правив тільки Моравським князівством)
- Славомир, тимчасовий правитель Великої Моравії в 871 році
- Святополк I (князь Великої Моравії), князь Нітранського князівства (850-е — 871), князь Великої Моравії (871—894)
- Моймир II, князь Великої Моравії (894—906?)
- Святоплук II, князь Нітранського князівства (894—906?)
- Предслав, правитель області в районі сучасної Братислави.